# Tomi Putaansuu
Tomi Petteri Putaansuu, född 15 februari 1974 i Rovaniemi, Finland, är sångare i den finländska hårdrocksgruppen Lordi under artistnamnet Mr. Lordi. 
Putaansuu är utbildad till medianom och regissör. Han har bland annat gjort kortfilmen The Kin. Han har också gjort en del storyboards till filmer. Runt 2008 kom filmen Dark Floors, där hela gruppen medverkade. Han har varit ledare för KISS Army i Finland.
Putaansuu är gift med Johanna Askola.

## Gästframträdanden och annat arbete
- Olika artister: Rovaniemi Rokkaa (1992) - innehåller låten "You're Dead Wrong" av Wanda Whips Wall Street-bandet
- Olika artister: Rockmurskaa (1995) - inkluderar Lordes "Inferno" och Wanda Whips Wall Streets "Caught The Black Fire"
- Rotten Sound: Psychotic Veterinarian (1995) - omslagsbild
- Supperheads Easy: - Videobeskrivning och regi (1995) [1]
- Grandevils: Grandevils (2005) - Gästsång på "Grandevils" och "Play and Party"
- Domination Black: Fearbringer (2005) - omslagsbild
- Agnes Pihlava: When the Night Falls (2006) - inkluderar låten "Danger in Love" av Mr. Lordi
- Martti Servo & Napander: Täältä pesee! (2007) Gästsång på "BoogieWoogieReggaePartyRock'nRollMan"
- Olika artister: Welcome to Hellsinki (singel, 2007)
- Domination Black: Haunting (EP, 2008) - Gästsång på "The House of 1000 Eyes"
- Martti Servo & Napander: Kestävällä pohjalla (2010) - omslagsbild av LP-versionen[2]
- Olika artister: 1827 Infernal Musical (2010) - Mr. Lordi låt "Testamentti"
- Rockamania: Rockamania (2010) - omslagsbild
- Neljänsuora: Valtava Maailma (2011) - Mr. Lordi sång "Testamentet"
- Jope Ruonansuu: Jopetusministeri (2011) - cover art[3]
- Jope Ruonansuu: Veljekset kuin kyljykset (2012) – omslagsbild[4]
- Martti Servo: RoPS - With a Blue Heart (2013) - Låt gjord av Mr. Lordi.[5]
- Naked Idol - Filthy Fairies (EP, 2013) - Gästsång på "Filthy Fairies"
- Doro - Strong and Proud (30 Years of Rock and Metal) (2016) - Gästsång på "Hard Rock Hallelujah" och "All We Are"
- Tuska20 - The Anniversary Song (singel, 2017)
- Silver Dust: House 21 (2018) - Gästsång på "Bette Davis Eyes"
- Max Raabe & Palast Orchestra - MTV Unplugged (2019) - Gästsång på "Just a Gigolo"
- Black Sun: Silent Enemy (EP, 2020) - Gästsång på "Still Alive"
- Teflon Brothers feat. Pandora: I Love You (2021) - omslagsbild[6]
- Waltari: - 3rd Decade - Anniversary Edition (2021) - Gästsång på "Lights On 2021"
- Circus of Rock: Lost Behind the Mask (2023) - Gästsång på "Nine Lives"